# Relations entre l'Organisation internationale de la francophonie et l'Union africaine
Les relations entre l'Organisation internationale de la francophonie et l'Union africaine se font notamment au travers de la représentation permanente de la Francophonie auprès de cette dernière.

## Histoire
Un accord est signé au Togo le 2 juillet 2000 succédant à l'accord de coopération qui a été conclu en 1990 entre l'Union africaine et l'Agence de coopération culturelle et technique.

## Représentations permanentes de l'Organisation internationale de la francophonie auprès de l'Union africaine
Le siège est actuellement occupé par Cécile Léqué-Folchini.

## Représentations permanentes de l'Union africaine auprès de l'Organisation internationale de la francophonie
Le représentant actuel est Libère Bararunyeretse,.